# 王勮
王勮（7世纪？—696年12月26日），唐朝绛州龙门县（今山西河津市）人。王通之孙，王福畤之子，王勃之兄。

## 生平
王勮弱冠进士登第，官至太子典膳丞。他和哥哥王勔、弟弟王勃，都有文才。父亲王福畤的友人杜易简常称道他们：“此王氏三珠树也。”
唐高宗时，裴行俭主持选官，见到王勮与苏味道，说：“这二人，都是吏部的干才。”这时应验。王勮和刘思礼关系好，任用他为箕州刺史。
武周长寿年间（692年9月—694年5月），擢升为凤阁舍人。当时寿春王李成器、衡阳王李成义等五王出阁，同日授册。有司撰写仪注，忘了写册文。当时百官在列，才知缺礼，宰相失色。王勮马上召书吏五人，各令执笔，他口述五人分写，一时间完成。词理典赡，众人叹服。不久，王勮与丘悦、石抱忠、员半千同为弘文馆直学士。王勮兼知天官侍郎（吏部侍郎）。
武周万岁通天二年正月二十四壬戌日（696年12月26日），王勮因为刘思礼与洛州录事参军綦连耀的案子，与哥哥泾州刺史王勔、弟弟监察御史王助、石抱忠、天官侍郎刘奇、凤阁侍郎同平章事李元素、夏官侍郎同平章事孙元亨、给事中周譒、太子司议郎路敬淳、司门员外郎刘顺之、右司员外郎宇文全志、来庭县主簿柳璆等一起被处死。
神龙初年（705年），唐中宗下诏追复王勮、王勔官位。

## 家庭关系

### 祖父
- 王通， 隋朝大儒。

### 父母
- 王福畤，历任太常博士、雍州司户参军、交趾县令（以王勃获罪）、六合县令，累授齐州长史、泽州长史。

*安氏
* 齐氏

### 夫人
- 河东裴氏，裴行俭女

### 兄弟
- 长兄：王勔，累官至泾州刺史。
- 三弟：王勃，与杨炯、卢照邻、骆宾王以诗文齐名，并称“王杨卢骆”，亦称“初唐四杰”。
- 四弟：王助，第进士，御史，文学家。七岁丧母哀号，邻里为泣。居父忧，毁骨立，服除，为唐监察御史里行。
- 五弟：王劭，少年颖悟，善属文，唐垂拱初年（685年）拜博士官，后因武氏乱政，遂退居田里，老病即终。
- 六弟：王劼（jié），以文显名，英年早逝。
- 幼弟：王劝